# Качо, Лидия
Лидия Мария Качо Рибейро (исп. Lydia María Cacho Ribeiro; род. 12 апреля 1963, Мехико) — мексиканская журналистка, правозащитница, феминистка, борец с сексуальным насилием и насилием над женщинами.

## Биография
Лидия Мария Качо Рибейро родилась в 1963 году в Мехико. Её мать переехала в Мексику  из Франции во время Второй мировой войны. Отец Лидии был мексиканским инженером. По её словам, именно мать вдохновила её стать феминисткой и борцом за права человека. Лидия в молодости жила в Париже, училась в Парижском университете. По возвращении в Мексику она стала заниматься журналистской деятельностью. Она писала статьи о насилии над женщинами в Novedades de Cancun. В 1999 году она была изнасилована на автобусной остановке. Качо постоянно получала угрозы в связи со своей деятельностью.
В 2003 году Качо опубликовала серию статей «Демоны Эдема», в которой раскрыла сеть детской порнографии и бездействие полиции. В 2005 году вышла её одноимённая книга, в которой она обвинила несколько высокопоставленных лиц, в том числе владельца отеля Жана Саккара Кури и бизнесмена Камела Насифа Борге, в участии в сети. После этого она была арестована. Ряд международных организаций призвали правительство Мексики обеспечить её безопасность. Совет по правам человека посоветовал ей покинуть страну. В 2011 году Кури был приговорён к 112 годам тюрьмы за изнасилования и педофилию. 